# 臺北莫斯科經濟文化協調委員會駐莫斯科代表處
臺北莫斯科經濟文化協調委員會駐莫斯科代表處，亦稱駐俄羅斯代表處，是中華民國政府派駐俄羅斯聯邦的代表機構。
代表處負責推動臺灣與俄羅斯之間的雙邊關係，以及辦理護照、簽證、文件證明等领事相關業務，並提供僑民服務與旅外國人急難救助，功能等同邦交國的大使館。代表處設立行政組、領務組、經濟組、教育組、文化組、科技組負責相關事務，中華民國對外貿易發展協會駐莫斯科辦事處亦合署办公。領務轄區為俄羅斯，並兼轄亞美尼亞、亞塞拜然、白俄羅斯、喬治亞、哈薩克、吉爾吉斯、摩爾多瓦、塔吉克、土庫曼、烏茲別克等前苏联加盟共和国。
俄羅斯政府派駐臺灣的代表機構則是莫斯科台北經濟文化協調委員會駐臺北代表處。

## 歷史
1993年7月12日，在首都莫斯科設立具大使館功能的臺北莫斯科經濟文化協調委員會駐莫斯科代表處。
1994年4月11日，自莫斯科都市酒店的臨時辦公室遷入新址。
2022年2月24日，俄羅斯入侵烏克蘭戰爭爆發後，對烏克蘭相關事務由駐莫斯科代表處兼轄，改與駐波蘭臺北代表處共同管轄。
2022年6月10日，代表處由特維爾大街搬遷至現址。23日，外交部對於是否與俄烏戰爭有關，表示有很多原因，空間或租金等因素考量都有可能，且搬遷不是短期就可以完成，沒有政治力介入。
目前駐莫斯科代表處僅兼轄烏克蘭領務。

## 外部連結
- 臺北莫斯科經濟文化協調委員會駐莫斯科代表處的Facebook專頁
- 駐莫斯科代表處科技組（國家科學及技術委員會）